# Interviú
Interviú est un hebdomadaire d'information en langue espagnole publié à Madrid (Espagne) entre 1976 et 2018.

## Histoire et profil
Interviú est créé en 1976 à Barcelone par un groupe dirigé par Antonio Asensio Pizarro, et Josep Llario. Il est publié pour la première fois le 22 mai 1976. L'éditeur du magazine est le Grupo Zeta, également fondé par Asensio Pizarro en 1976. Le magazine est publié chaque semaine le lundi, son siège se trouvant à Madrid.
Le magazine devient célèbre pour publier des photographies semi-nues et nues de personnes riches et célèbres, issues de paparazzi ou de photos posées. Dans ce dernier cas, les sujets étaient typiquement des femmes, des actrices et chanteuses espagnoles. Il publie également des entretiens avec des hommes politiques, des articles d'investigation sur des scandales politiques et économiques et des articles d'opinion d'écrivains célèbres. Une autre élément notable de la revue était l'inclusion de photographies d’actualité jugées trop violentes ou sanglantes pour être utilisées par la presse quotidienne.
Son dernier numéro date du 8 janvier 2018. Grupo Zeta a expliqué la justifie par des raisons financières et des changements dans la manière dont le public consomme l'information.

## Tirage
Le tirage d’Interviú était d'environ 1 million d'exemplaires en 1977 et en 1978,, trois millions d'exemplaires en 1979 et 122 644 exemplaires en 2003.